# Laksana Kamruen
Laksana Kamruen (tiếng Thái: ลักษณะ คำรืน, sinh ngày 15 tháng 3 năm 1986), còn được biết với tên đơn giản Lak (tiếng Thái: ลัก), là một cầu thủ bóng đá người Thái Lan thi đấu ở vị trí tiền vệ tấn công.